# Bergen op Zoom
Bergen op Zoom – gmina i miasto w południowej Holandii. Znajduje się 108 km na południowy zachód od Amsterdamu, nieopodal granicy z Belgią.

## Miasto
Niegdyś ufortyfikowany port morski, Bergen op Zoom zostało odcięte od morza przez groblę, będącą częścią planu odzyskiwania ziemi, ale ma kanał łączący je z Renem, Mozą i Skaldą. Miejscowość uzyskała prawa miejskie w 1287 roku. Historycznie była miastem cyrkowców i innych ludzi zajmujących się występami na jarmarkach.
Pałac Markiezenhof wybudowany w XV i XVI stuleciu mieści ośrodek kultury i muzeum z malowniczym dziedzińcem, mieści ono okresowe wystawy. Średniowieczne centrum w znacznej części przetrwało w dawnej formie.
Polskim miastem partnerskim Bergen op Zoom jest Szczecinek w woj. zachodniopomorskim. SABIC Innovative Plastics, Philip Morris oraz Ricoh są najważniejszymi pracodawcami w mieście.
W mieście jest stacja kolejowa Bergen op Zoom.

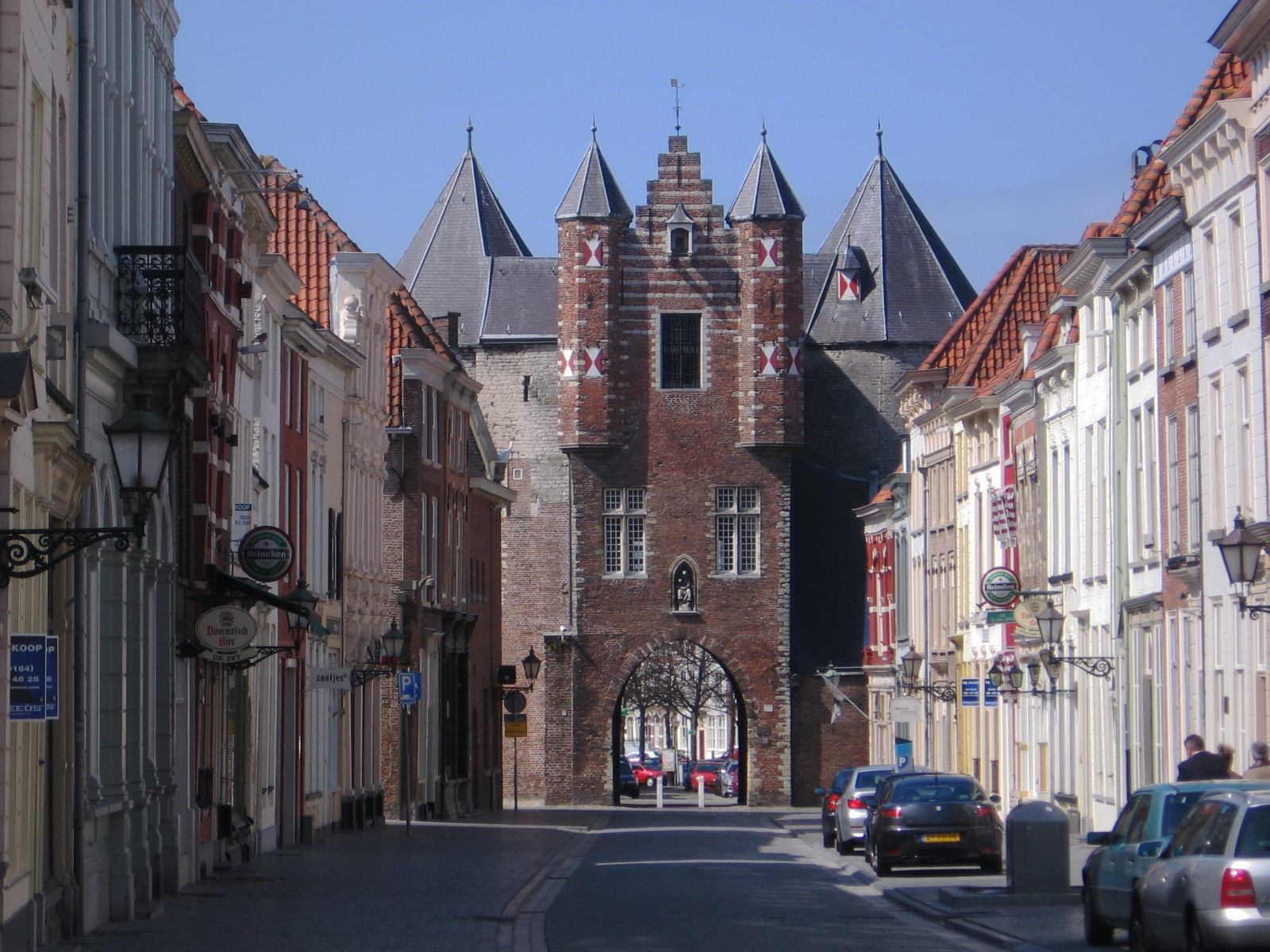
Gevangenpoort
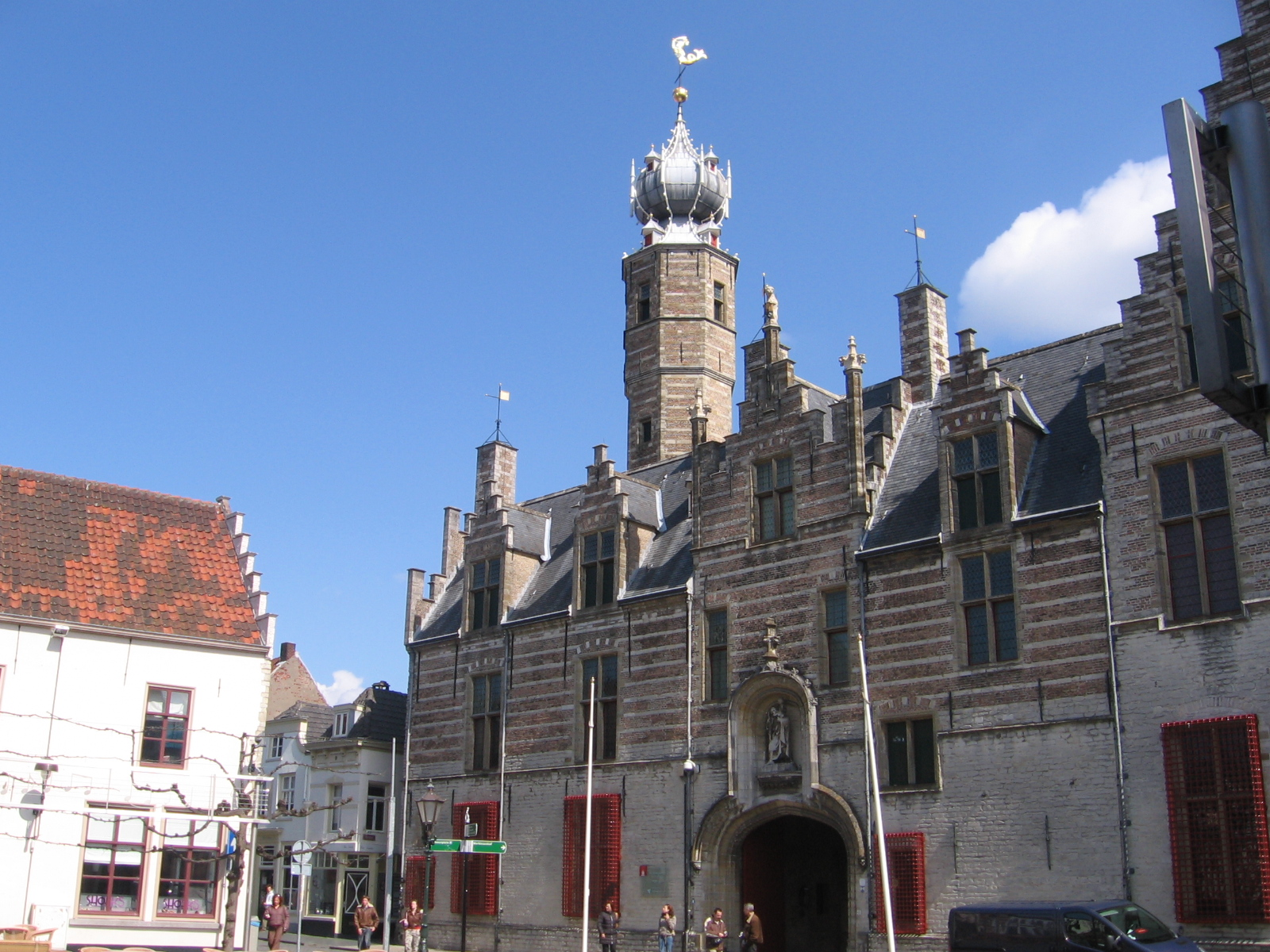
Markiezenhof
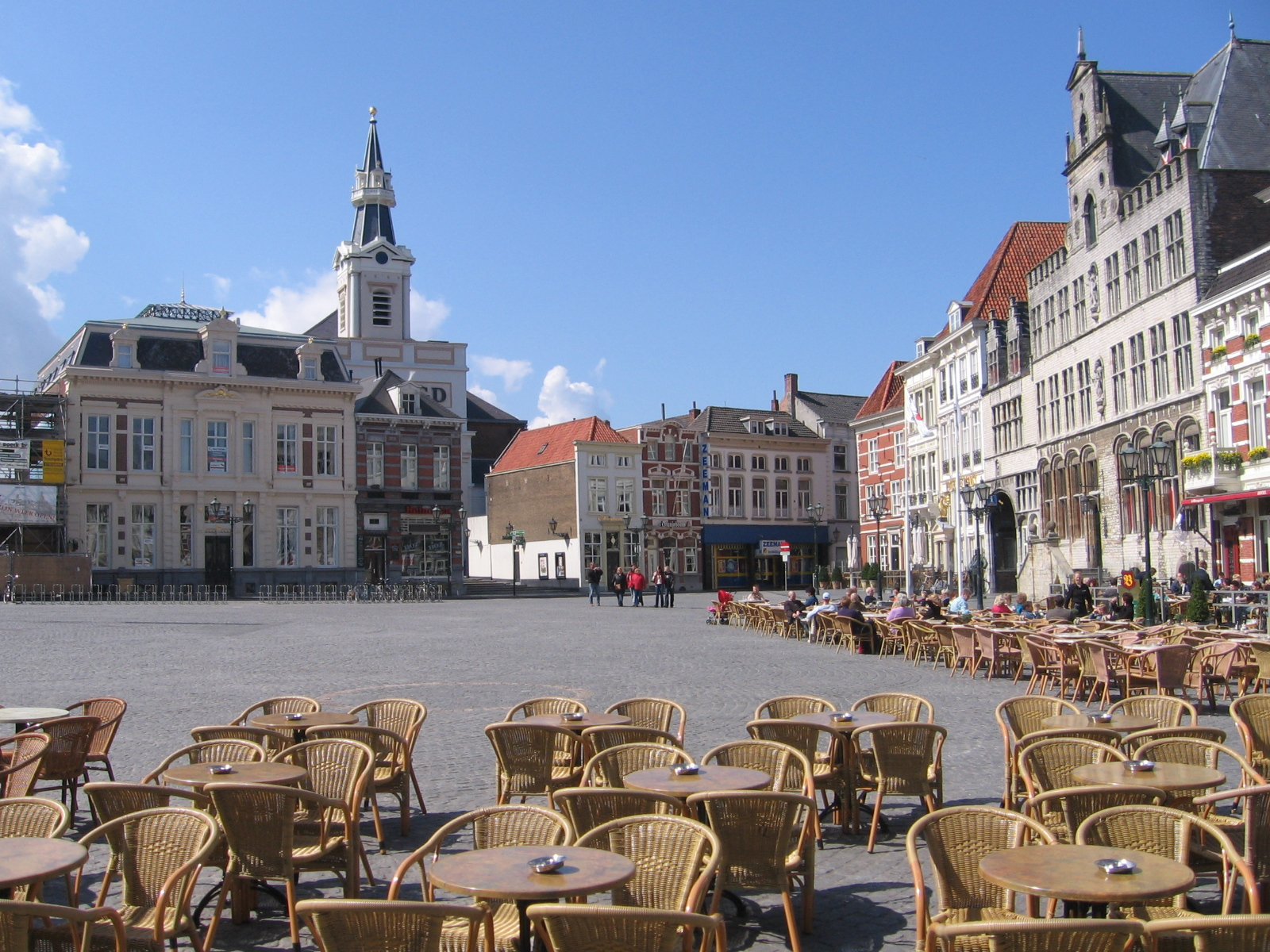
Grote Markt

## Współpraca
Miejscowości partnerskie:
- Oudenaarde, Belgia
- Szczecinek, Polska